# 少普镇
少普镇，是中华人民共和国贵州省毕节市织金县下辖的一个乡镇级行政单位。
2016年1月14日，贵州省人民政府批复同意撤销少普乡建制，设置少普镇，撤乡设镇后行政区域和政府驻地不变。

## 行政区划
少普镇下辖以下地区：
大寨村、联盟村、街群村、水塘村、新地村、白泥坝村、四角田村、弯河村、文笔村、喇叭河村、小河村、白坟村、中山村、平寨村、金钟村、幺岩村、安民村、长冲村、新塘村、迎丰村、林山村、龙井村、丙寨村、狗场村和蔡林村。